# Ottobre

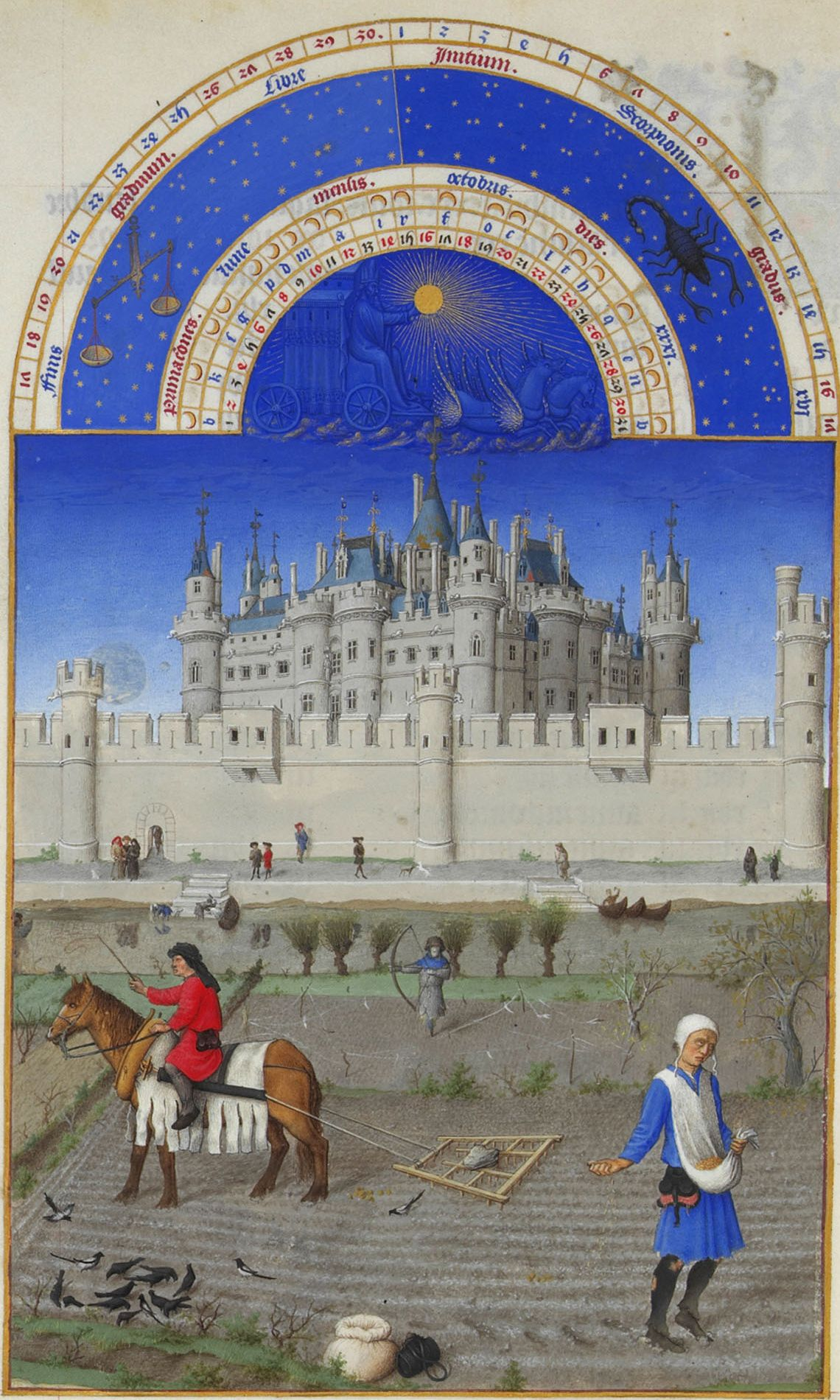
Ottobre, dal Très riches heures du Duc de Berry.

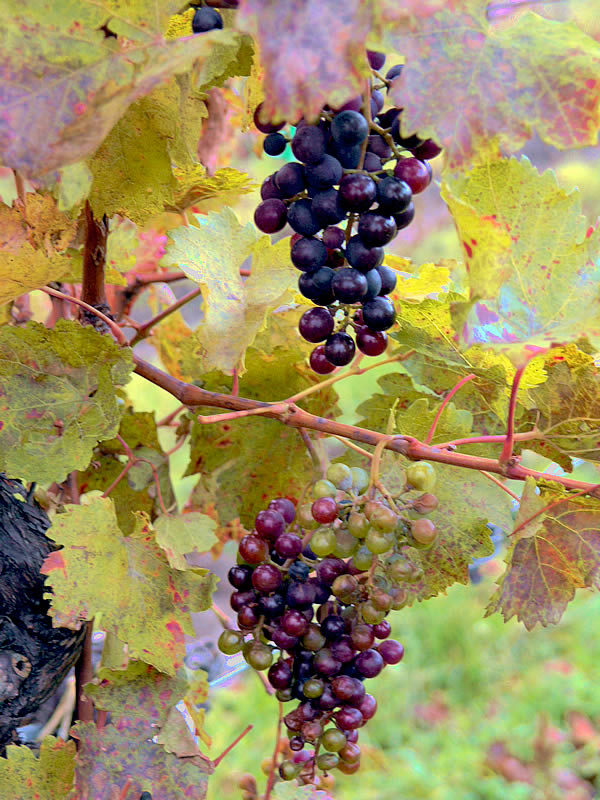
Uva nel mese di ottobre.

Ottobre è il decimo mese dell'anno secondo il calendario gregoriano e il secondo mese dell'autunno nell'emisfero boreale e della primavera nell'emisfero australe; conta 31 giorni e si colloca nella seconda metà di un anno civile.

## Storia
Il nome deriva dal latino october, perché era l'ottavo mese del calendario romano, che incominciava con il mese di marzo. L'imperatore Commodo operò una riforma in base alla quale il mese assumeva uno dei suoi titoli, Invictus, ma dopo la sua morte la riforma fu abbandonata.
Nel calendario persiano corrispondeva al mese di Mehr (fino al 22) e poi a quello di Aban.
Nel calendario rivoluzionario francese ottobre corrispondeva a due mesi: fino al 22/24 ottobre a Vendemmiaio e successivamente a Brumaio.

## Cultura
I segni zodiacali del mese di ottobre sono la Bilancia (23 settembre - 22 ottobre) e lo Scorpione (23 ottobre - 22 novembre).

## Ricorrenze
Il 2 ottobre ricorre la festa dei nonni, nello stesso giorno ricorre anche la solennità degli angeli custodi. Il 7 ottobre è la solennità della Vergine del Rosario.
Il 12 ottobre viene festeggiato il Columbus Day.
Il 31 ottobre si festeggia Halloween.